# 1963年のイギリスサルーンカー選手権
1963年のイギリスサルーンカー選手権 (1963 British Saloon Car Championship) は、イギリスサルーンカー選手権の6年目のシーズン。3月30日のスネッタートン・モーターレーシング・サーキットで開幕し、9月28日の同地における最終戦まで全11戦で争われた。

## 開催カレンダーと優勝者
複数クラスの混走による総合優勝者は太字
| ラウンド | ラウンド | サーキット                                     | 開催日  | クラス A 優勝者      | クラス B 優勝者      | クラス C 優勝者        | クラス D 優勝者      |
| -------- | -------- | ---------------------------------------------- | ------- | -------------------- | -------------------- | ---------------------- | -------------------- |
| 1        | 1        | スネッタートン・モーターレーシング・サーキット | 3月30日 | ミック・クレア       | ピーター・ハーパー   | 無し（エントリー不明） | ロイ・サルヴァドーリ |
| 2        | 2        | オウルトンパーク                               | 4月6日  | ジョン・ウィットモア | ジャック・シアーズ   | 無し（エントリー不明） | グラハム・ヒル       |
| 3        | 3        | グッドウッド・サーキット                       | 4月15日 | ジョン・ウィットモア | ジャック・シアーズ   | エントリー無し         | グラハム・ヒル       |
| 4        | 4        | エイントリー・モーターレーシング・サーキット   | 4月27日 | ジョン・ウィットモア | ジャック・シアーズ   | 無し（エントリー不明） | グラハム・ヒル       |
| 5        | 5        | シルバーストン・サーキット                     | 5月11日 | ジョン・ウィットモア | ジミー・ブルーマー   | 無し（エントリー不明） | ジャック・シアーズ   |
| NC       | NC       | エイントリー・モーターレーシング・サーキット   | 5月25日 | ボブ・スミス         | ジミー・ブルーマー   | 無し（エントリー不明） | ジャック・シアーズ   |
| 6        | A        | クリスタル・パレス                             | 6月3日  | ジョン・ウィットモア | 開催せず             | 開催せず               | 開催せず             |
| 6        | B        | クリスタル・パレス                             | 6月3日  | 開催せず             | ジミー・ブルーマー   | エントリー無し         | ジャック・シアーズ   |
| NC       | NC       | マロリー・パーク                               | 7月13日 | パディ・ホップカーク | 開催せず             | 開催せず               | 開催せず             |
| 7        | 7        | シルバーストン・サーキット                     | 7月20日 | ジョン・ウィットモア | ボブ・オルソフ       | アラン・マン           | ジャック・シアーズ   |
| 8        | 8        | ブランズ・ハッチ                               | 8月5日  | ジョン・ウィットモア | ボブ・オルソフ       | エントリー無し         | ジム・クラーク       |
| 9        | 9        | ブランズ・ハッチ                               | 9月14日 | ジョン・ウィットモア | デヴィッド・ヘインズ | エントリー無し         | ボブ・オルソフ       |
| 10       | 10       | オウルトンパーク                               | 9月21日 | エドワード・ルイス   | ジャック・シアーズ   | エントリー無し         | ダン・ガーニー       |
| 11       | 11       | スネッタートン・モーターレーシング・サーキット | 9月28日 | ジョン・ウィットモア | ジム・クラーク       | 無し（エントリー不明） | ジャック・ブラバム   |

## 選手権結果
| ドライバーズランキング | ドライバーズランキング | ドライバーズランキング                                                        | ドライバーズランキング |
| 順位                   | ドライバー             | 車両                                                                          | ポイント               |
| ---------------------- | ---------------------- | ----------------------------------------------------------------------------- | ---------------------- |
| 1                      | ジャック・シアーズ     | フォード・コーティナ GT フォード・ギャラクシー フォード・コーティナ・ロータス | 71                     |
| 2                      | ジョン・ウィットモア   | オースチン・ミニ・クーパー オースチン・ミニ・クーパー S                       | 69                     |
| 3                      | グラハム・ヒル         | ジャガー・Mk2 3.8 フォード・ギャラクシー                                      | 49                     |
| 4                      | ロイ・サルヴァドーリ   | ジャガー・Mk2 3.8 フォード・ギャラクシー                                      | 37                     |
| 5                      | ジミー・ブルーマー     | フォード・コーティナ GT                                                       | 33                     |
| 6                      | パディ・ホップカーク   | モーリス・ミニ・クーパー モーリス・ミニ・クーパー S                           | 30                     |

## 参照
1. ↑  http://homepage.mac.com/frank_de_jong/Pages/1963%20BSCC.html